# デフトーンズ
デフトーンズ（英: Deftones）は、アメリカ合衆国出身のオルタナティヴ・メタル・バンド。
1988年結成。これまでリリースしたアルバム『アドレナリン』、『アラウンド・ザ・ファー』、『ホワイト・ポニー』の3枚でプラチナディスク、およびセルフタイトルの『デフトーンズ』でゴールドディスクを獲得するなどの実績を誇る。2001年度グラミー賞受賞。

## 概要

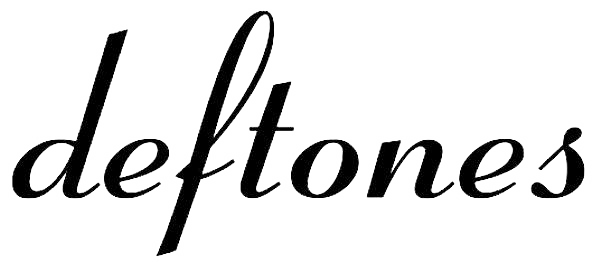
バンドのロゴ

バンド名の「Deftones」はヒップホップにおけるスラングの「def」と音色などを表す「tone(s)」を組み合わせた造語である。ニュー・メタルからエクスペリメンタル・ロックなどにカテゴライズされる独自の音楽性が特徴で、その耽美かつ先鋭的なサウンドからしばし「ヘヴィ・ロック界のレディオヘッド」の異名を取る。
評論家たちはよく彼等の音楽を「近年で最もユニークなロック・バンドの一つ」「革新的で空間的な音楽」と賞賛する。ジョニー・ロフタスは彼等について「ロックの評論家は、少なくとも過ぎ去ったメタルムーブメントよりも上質で、そのムーブメントから遠く離れたデフトーンズのために素晴らしい場所をとっておく（中略）デフトーンズは常に強い創作意欲を持ち、D.C.ハードコア(ワシントンD.C.を中心に勃興したポスト・ハードコアの系統の一つ)やドリーム・ポップといったトラディショナルな音楽を北カリフォルニア的なオルタナティヴ・メタルに取り入れるなどしている」と語っている。

## 略歴

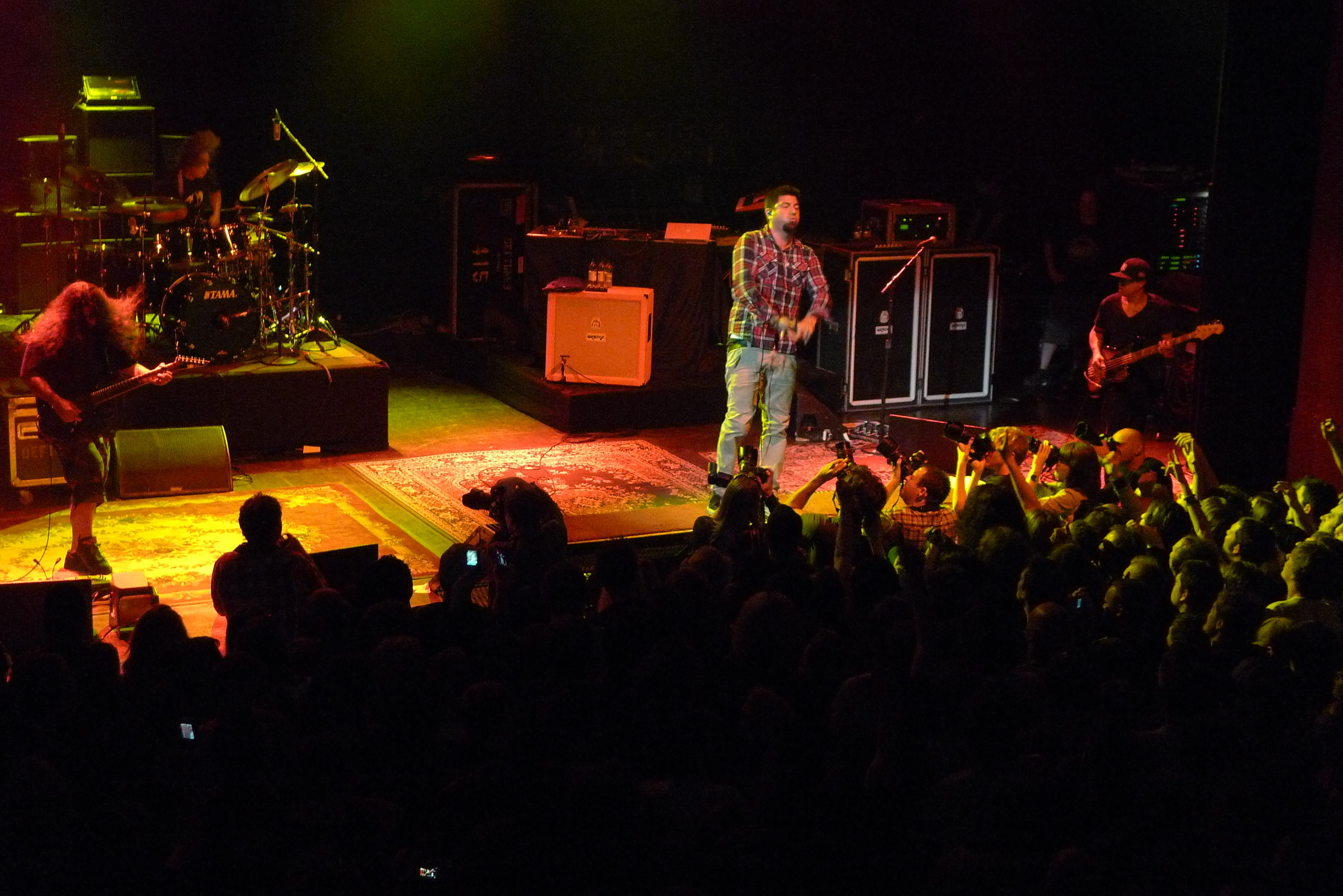
UK.ロンドン公演 (2011年8月)

1988年、幼い頃から友人同士であったチノ・モレノ、ステファン・カーペンター、エイブ・カニンガムの3人と、そこにチ・チェンが加わりバンドが結成される。結成から2年ほどサンフランシスコやロサンゼルスでライブ活動を行い、この時マーヴェリック・レコードと契約する。
1995年、デビュー・アルバムとなる『アドレナリン』をリリースする。このアルバムはトップ・ヒートシーカーズにおいて最高で23位を記録した。また1999年にこのアルバムはアメリカレコード協会によってゴールドディスクに認定された。また2008年にはプラチナディスクに認定されることとなった。
1997年、セカンド・アルバム『アラウンド・ザ・ファー』をリリースする。このアルバムはBillboard 200において最高29位を記録し、オルテナティヴ・メタル・シーンにおいて彼らの名を轟かせることとなった。1999年にこのアルバムはゴールドディスクに、そして2011年にはプラチナディスクに認定されることとなる。その後、バンドはオズフェスト、ピンクポップ・フェスティバル、ロスキルド・フェスティバル、ワープド・ツアーなどに出場する。
2000年、サード・アルバム『ホワイト・ポニー』をリリースする。このアルバム以降、友人であり以前のアルバムにも関わっていたフランク・デルガドが正式メンバーとなる。また、このアルバムは2002年にプラチナディスクに認定された。
2003年、セルフタイトルとなる4作目『デフトーンズ』をリリースする。このアルバムはBillboard 200において最高2位を記録した。
2005年、カバー曲やB面の曲、既発のミュージック・ビデオなどを収録したアルバム『Bサイズ&レア・トラックス』をリリースする。
2006年、アルバム『サタデイ・ナイト・リスト』をリリースする。また、このアルバムはBillboard 200において初登場10位を記録した。その後、2006年から2007年にかけてバンドはTaste of Chaos 2006、Family Values Tour 2006、Soundwaveなどに出場する。
2008年、バンドは本来であれば6作目となるアルバム『Eros』のレコーディングを開始する。しかし同年にチ・チェンが交通事故で意識不明の重体となる。それにより、このアルバムはチ・チェンが回復するまで保留扱いとなる。
2009年、バンドは新しくセルジオ・ベガを一時的なベーシストとして迎え入れる。
2010年、アルバム『ダイヤモンド・アイズ』をリリースする。このアルバムはBillboard 200において最高6位を記録した。同年、マストドンやアリス・イン・チェインズとともにBlackdiamondskyeへ出場する。
2012年、アルバム『恋の予感』をリリースする。このアルバムはBillboard 200において最高11位を記録した。
2013年4月13日、2008年の交通事故で意識不明の重体だったチ・チェンが回復せず他界。42歳没。これにより、現メンバーの手で長らく保留扱いになっていた『Eros』を完成させる意思を固めたことが、チノの公式ページから発表された。
2016年、アルバム『ゴア』をリリース。
2020年、アルバム『オームズ』をリリース。
2022年3月8日、セルジオ・ベガ（ベース）が、バンドから離脱したことをインスタグラムに投稿したビデオメッセージで公表。

## メンバー

### 現ラインナップ
- チノ・モレノ - Chino Moreno – ボーカル/ギター (1988– )
- ステファン・カーペンター - Stephen Carpenter – ギター (1988– )
- エイブ・カニンガム - Abe Cunningham – ドラムス (1988–1990, 1993– )
- フランク・デルガド - Frank Delgado – キーボード/DJ (1998– )
3rdアルバム「ホワイト・ポニー」より正式メンバーとして参加。

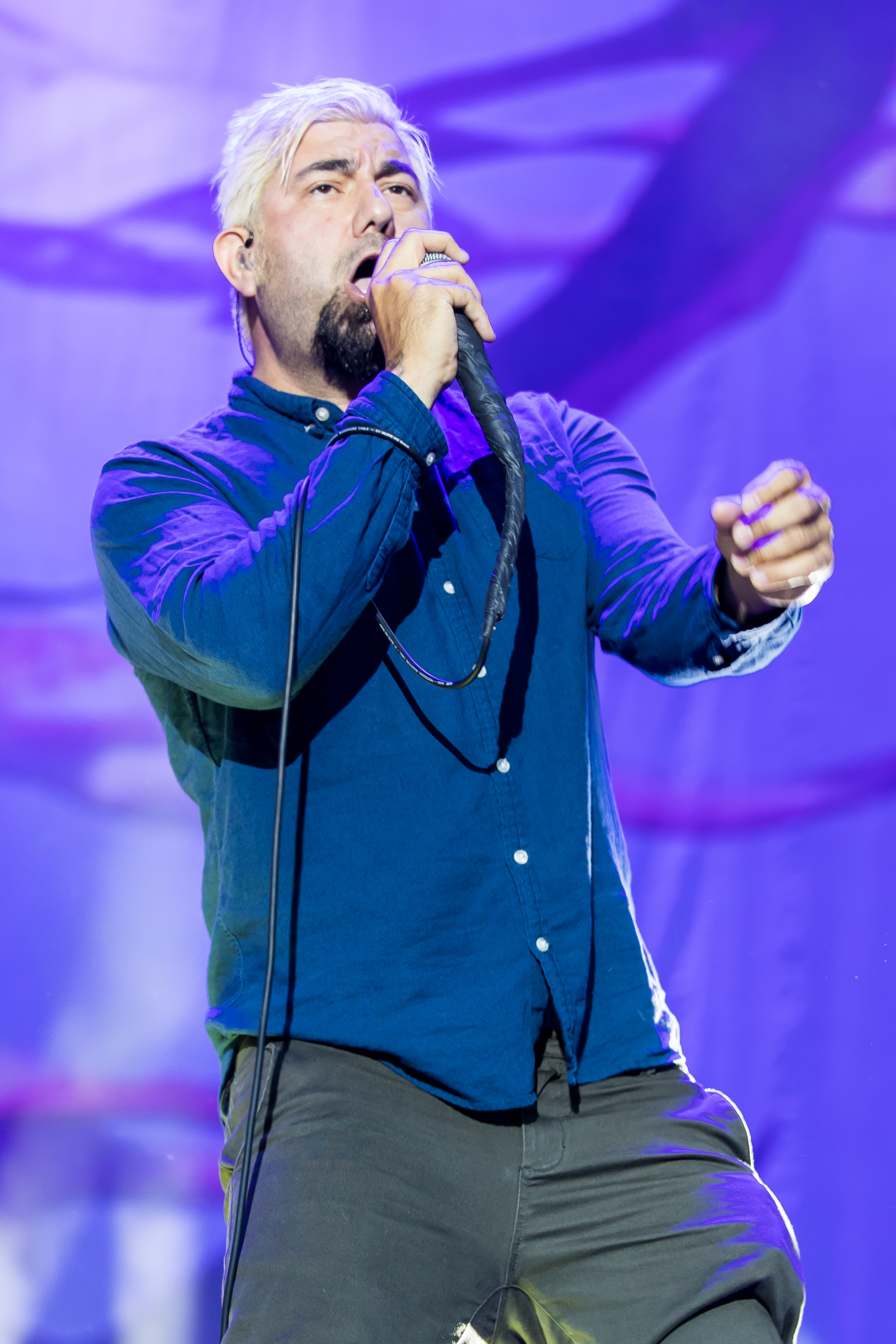
チノ・モレノ (Vo) 2016年
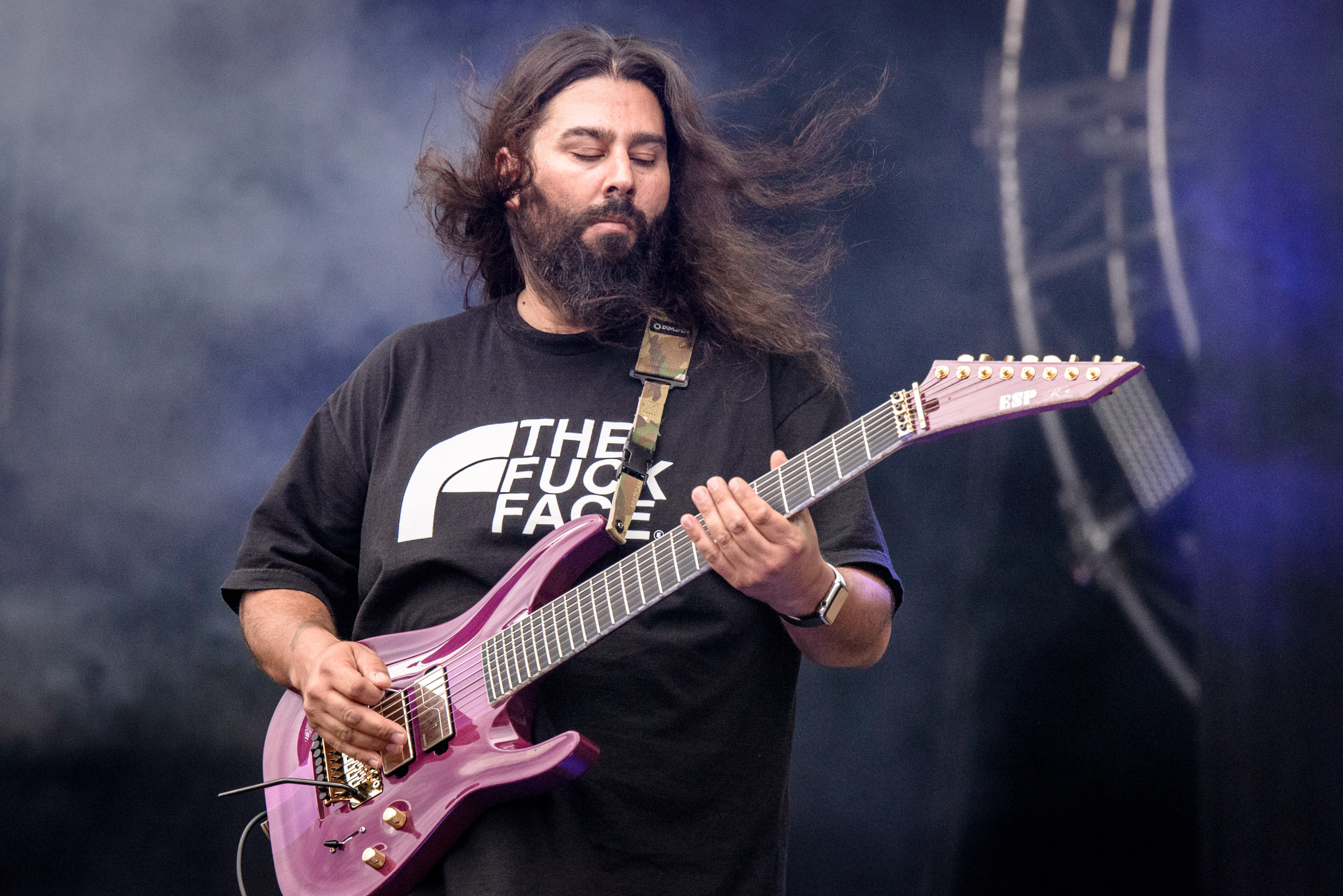
ステファン・カーペンター (G) 2016年
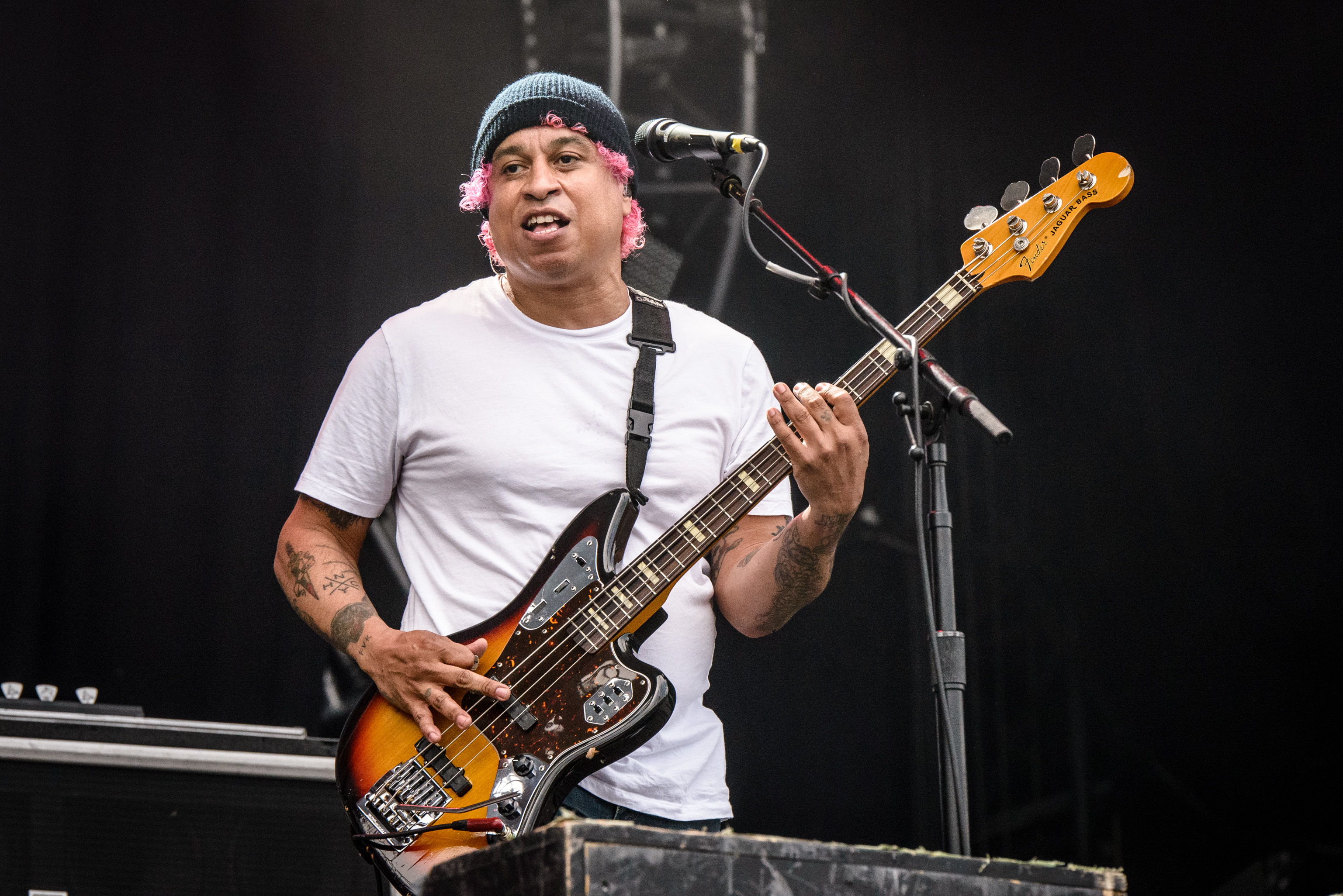
セルジオ・ベガ (B) 2016年
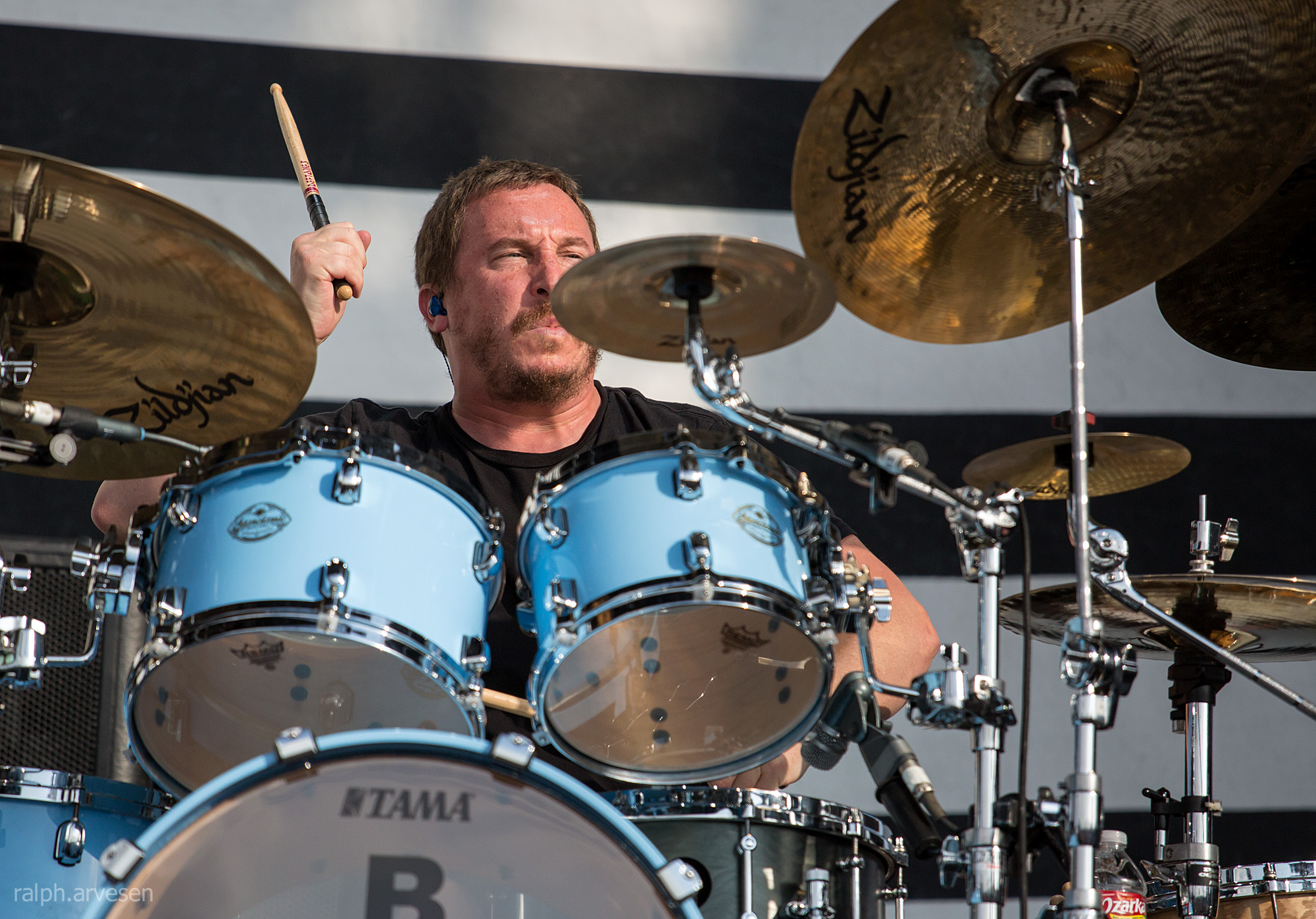
エイブ・カニンガム (Ds) 2014年
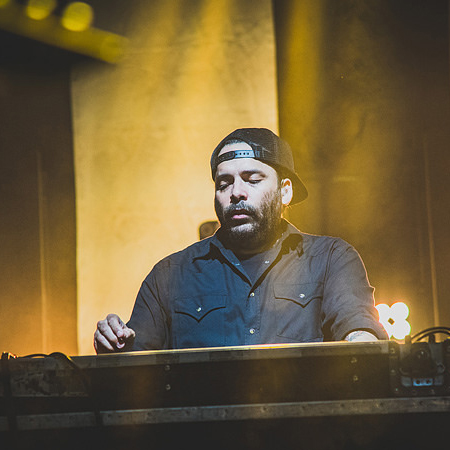
フランク・デルガド (Key) 2017年

### 旧メンバー
- ドミニク・ガルシア Dominic Garcia – ベース/ドラムス (1988–1990)/(1990-1991)
- チ・チェン - Chi Cheng – ベース (1990–2008) RIP.2013
デビュー当初からのメンバー。一部の曲などではバッキングボーカルも務めていた。
2008年11月3日、カリフォルニア州サンタ・クララで交通事故により昏睡状態となる。2013年4月13日、5年間の闘病生活の末、心臓停止が原因で逝去したことを彼の家族が「One Love For Chi」にて明らかにした。42歳であった。[10][11][12]
- ジョン・テイラー John Taylor – ドラムス (1991–1993)
- セルジオ・ベガ - Sergio Vega – ベース (2009–2022)
2008年に交通事故に遭ったチ・チェンに代わるベーシストとして6thアルバム「ダイヤモンド・アイズ」より参加。

## ディスコグラフィ

### スタジオ・アルバム
| タイトル                                   | アルバムデータ | チャート最高位 | チャート最高位 | チャート最高位 | チャート最高位 | チャート最高位 | チャート最高位 | チャート最高位 | チャート最高位 | チャート最高位 | チャート最高位 | チャート最高位 | 認定                                                              |
| タイトル                                   | アルバムデータ | US             | AUS            | AUT            | FIN            | FRA            | GER            | NLD            | NZ             | SWE            | SWI            | UK             | 認定                                                              |
| ------------------------------------------ | --- | -------------- | -------------- | -------------- | -------------- | -------------- | -------------- | -------------- | -------------- | -------------- | -------------- | -------------- | ----------------------------------------------------------------- |
| アドレナリン                               | - 原題: Adrenaline - 発売日: 1995年10月1日 - レーベル: Maverick, Warner Bros. - フォーマット: CD, CS, LP, digital download      | —              | —              | —              | —              | —              | —              | —              | —              | —              | —              | —              | - RIAA: プラチナ - BPI: ゴールド                                  |
| アラウンド・ザ・ファー                     | - 原題: Around the Fur - 発売日: 1997年10月24日 - レーベル: Maverick, Warner Bros. - フォーマット: CD, CS, LP, digital download | 29             | —              | —              | 32             | 41             | —              | 99             | —              | —              | —              | 56             | - RIAA: プラチナ - ARIA: ゴールド - BPI: ゴールド                 |
| ホワイト・ポニー                           | - 原題: White Pony - 発売日: 2000年6月20日 - レーベル: Maverick - フォーマット: CD, CS, LP, digital download                    | 3              | 2              | 39             | 13             | 6              | 11             | 27             | 14             | 35             | 68             | 13             | - RIAA: プラチナ - ARIA: ゴールド - BPI: ゴールド - CAN: ゴールド |
| デフトーンズ                               | - 原題: Deftones - 発売日: 2003年5月20日 - レーベル: Maverick - フォーマット: CD, LP, digital download                          | 2              | 4              | 20             | 9              | 14             | 8              | 22             | 2              | 23             | 19             | 7              | - RIAA: ゴールド - BPI: シルバー - CAN: ゴールド                  |
| サタデイ・ナイト・リスト                   | - 原題: Saturday Night Wrist - 発売日: 2006年10月31日 - レーベル: Maverick - フォーマット: CD, LP, digital download             | 10             | 26             | 18             | 33             | 33             | 24             | 63             | 8              | 35             | 31             | 33             | - US: 325,000+                                                    |
| ダイヤモンド・アイズ                       | - 原題: Diamond Eyes - 発売日: 2010年5月4日 - レーベル: Reprise, Warner Bros. - フォーマット: CD, LP, digital download          | 6              | 22             | 13             | 32             | 23             | 8              | 55             | 8              | 25             | 11             | 26             | - US: 236,000+                                                    |
| 恋の予感                                   | - 原題: Koi No Yokan - 発売日: 2012年11月13日 - レーベル: Reprise, Warner Bros. - フォーマット: CD, LP, digital download        | 11             | 16             | 25             | 35             | 30             | 17             | 28             | 8              | —              | 22             | 30             | - US: 200,000+                                                    |
| ゴア                                       | - 原題: Gore - 発売日: 2016年4月8日 - レーベル: Reprise, Warner Bros. - フォーマット: CD, LP, digital download                  | 2              | 1              | 7              | 12             | 19             | 7              | 15             | 1              | 39             | 10             | 5              | - US:                                                             |
| オームズ                                   | - 原題: Ohms - 発売日: 2020年9月25日 - レーベル: Reprise, Warner Bros. - フォーマット: CD, LP, digital download                 | 5              | 3              | 11             | 10             | 13             | 23             | 8              | 20             | —              | 5              | 5              | - US:                                                             |
| "—" は未発売またはチャート圏外を意味する。 | |                |                |                |                |                |                |                |                |                |                |                |                                                                   |

### コンピレーション・アルバム
| Bサイズ&レア・トラックス                   | - 原題: B-Sides & Rarities - 発売日: 2005年10月4日 - レーベル: Rhino, Maverick - フォーマット: CD, digital download | 43 | 30 | 54 | 84 | 59 | 85 | 93 | 100 |
| カバーズ                                   | - 原題: Covers - 発売日: 2011年4月16日 - レーベル: Reprise, Warner Bros. - フォーマット: LP                         | —  | —  | —  | —  | —  | —  | —  | —   |
| ビニールコレクション 1995—2011             | - 原題: The Vinyl Collection - 発売日: 2011年10月25日 - レーベル: Reprise, Warner Bros. - フォーマット: LP box set  | —  | —  | —  | —  | —  | —  | —  | —   |
| "—" は未発売またはチャート圏外を意味する。 | |    |    |    |    |    |    |    |     |

## ミュージック・ビデオ
| タイトル                              | 年   | ディレクター                  |
| ------------------------------------- | ---- | ----------------------------- |
| "7 Words"                             | 1995 | Chris Burns                   |
| "Bored"                               | 1996 | Nick Egan                     |
| "My Own Summer (Shove It)"            | 1997 | Dean Karr                     |
| "Be Quiet and Drive (Far Away)"       | 1998 | Purge                         |
| "Be Quiet and Drive (Acoustic Remix)" | 1998 | Frank Ockenfels               |
| "Street Carp"                         | 2000 | James Sutton                  |
| "Change (In the House of Flies)"      | 2000 | Liz Friedlander               |
| "Back to School (Mini Maggit)"        | 2000 | Paul Hunter                   |
| "Digital Bath"                        | 2001 | Andrew Bennet                 |
| "Minerva"                             | 2003 | Paul Fedor                    |
| "Hexagram"                            | 2003 | Darren Doane                  |
| "Bloody Cape"                         | 2003 | James Minchin III             |
| "Root"                                | 2005 | Nick Lambrou                  |
| "Engine No. 9"                        | 2005 | Nick Lambrou                  |
| "Hole in the Earth"                   | 2006 | Brian Lazzaro                 |
| "Mein"                                | 2007 | Bernard Gourley               |
| "Rocket Skates"                       | 2010 | Timothy McGurr, Kenzo Digital |
| "Diamond Eyes"                        | 2010 | Roboshobo                     |
| "Sextape"                             | 2010 | ZFCL                          |
| "You've Seen the Butcher"             | 2010 | Zodeb                         |
| "Beauty School"                       | 2011 | Timothy McGurr                |
| "Swerve City"                         | 2013 | Gus Black                     |
| "Swerve City (Tour Version)"          | 2013 | Ryan Mackfall                 |
| "Romantic Dreams"                     | 2013 | Brett Novak                   |

## 来日公演

### 1998年

#### DEFTONES JAPAN TOUR 1998
- 9月2日 東京・渋谷O-EAST、3日 東京・渋谷O-EAST、4日 大阪 Bayside Jenny

### 2006年

#### DEFTONES JAPAN TOUR 2006
- 8月10日 東京・恵比寿Liquid Room、12日　SUMMER SONIC 06 Tokyo、13日　SUMMER SONIC 06 Osaka

### 2007年

#### DEFTONES JAPAN TOUR 2007
- 2月17日 大阪・心斎橋CLUB QUATTRO、18日　東京・Zepp Tokyo、19日　愛知・名古屋CLUB QUATTRO、21日 東京・渋谷duo MUSIC EXCHANGE

### 2011年

#### DEFTONES JAPAN TOUR 2011
- 2月10日　渋谷CLUB QUATTRO

### 2013年

#### OZZFEST JAPAN 2013
- 5月11日　幕張メッセ

### 2016年

#### KNOTFEST JAPAN 2016
- 11月5日　幕張メッセ

## コラボレーション等

### ゲスト・ボーカル
- アルバム『Around The Fur』に収録されている「Headup」には、ソウルフライのマックス・カヴァレラがゲスト参加している。
- アルバム『White Pony』に収録されている「Passenger」には、トゥールのメイナード・ジェームス・キーナンがゲスト参加している。
- アルバム『Saturday Night Wrist』に収録されている「Mein」には、システム・オブ・ア・ダウンのサージ・タンキアンがゲスト参加している。システム・オブ・ア・ダウンのライブではサプライズ出演し「toxicity」をサージ・タンキアンと共にボーカルを務めた。
- アルバム『Saturday Night Wrist』に収録されている「Pink Cellphone」には、ジャイアント・ドラッグのアニー・ハーディがゲスト参加している。

## トリヴィア
- 同郷でインディーズ時代から同じライブハウスで活動していたバンドにコーンなどがいる。
- デフトーンズを絶賛しているバンドにリンプ・ビズキットやP.O.D.などがいる。
- チノ・モレノ、ステファン・カーペンターともに、ギターはESPを愛用。
- アルバム『ダイヤモンド・アイズ』からチ・チェンに代わり、元クイックサンドのセルジオ・ベガがベーシストを担当している。
- アルバム『ダイヤモンド・アイズ』では8弦ギターを使用している。その後、アルバム『オームズ』では9弦ギターを使用している。
- アルバム『ダイヤモンド・アイズ』のタイトルトラック「Diamond Eyes」はゲーム『Saints Row: The Third』に使用されている。

## 日本語インタビュー
- http://www.musicgear.jp/article/interview/20070218deftones/ (2007年2月18日、Music Gear)
- https://gekirock.com/interview/2007/02/deftones.php (2007年2月18日、激ロック)
- https://gekirock.com/interview/2010/07/deftones_1.php (2010年7月7日、激ロック)
- https://gekirock.com/interview/2011/03/deftones_2.php (2011年3月3日、激ロック)
- https://gekirock.com/interview/2012/11/deftones_3.php (2012年11月3日、激ロック)
- http://www.youblisher.com/p/442641-GrindHouse-magazine-Vol-74/ (2012年、14ページ目にて、Grind House vol.74に掲載)